# Himnusz
Himnusz (Inno) – il canto che inizia con le parole Isten, áldd meg a magyart
 (it. Dio, benedici gli Ungheresi)
— è l'inno nazionale dell'Ungheria. Fu adottato nel 1867 e la prima strofa fu cantata alle cerimonie ufficiali. Il testo risale al 1823 ed è opera di Ferenc Kölcsey (1790-1836), mentre la musica è stata composta nel 1844 da Ferenc Erkel (1810–1893), il primo importante compositore della scuola musicale ungherese.

## Storia
Nel 1844 il risorgere del movimento nazionalista ungherese nell'aspirazione di indipendenza dall'Impero austriaco vide l'adesione di Ferenc Erkel, che compose questa solenne melodia. Il canto si diffuse fra gli ungheresi e con la rivoluzione del 1848 divenne popolare fra gli insorti. Ma con la sconfitta dei rivoluzionari, propiziata dall'intervento delle truppe russe, l'Ungheria ritornò sottomessa all'Impero e questa musica venne proibita.
Grazie al favore verso gli ungheresi dimostrato dall'imperatrice Elisabetta di Baviera, la posizione del marito Francesco Giuseppe si ammorbidì; Elisabetta riuscì pure a guadagnare a posizioni moderate e federaliste il rivoluzionario conte Gyula Andrássy, che ritornò dall'esilio e sposò la causa federalista. La spinta decisiva arrivò dall'estromissione dell'Austria dalla Confederazione germanica dopo la sconfitta del 1866 nella guerra con la Prussia. Si arrivò così al Compromesso del 1867 che trasformò l'Impero austriaco in Impero austro-ungarico. In Cisleitania (parte austriaca dell'Impero) rimase in vigore la bandiera austriaca e l'Inno imperiale di Haydn, in Transleitania (parte ungherese) poté sventolare la bandiera ungherese.
Riguardo all'inno nazionale, il nuovo governo ungherese non accettò Himnusz, ma bandì un concorso per un nuovo inno. Vinse un'opera di Johann Strauss junior, che per motivi patriottici (la nazionalità del compositore) e musicali (l'inno non era una composizione veramente tale) non fu poi accettata; si arrivò anzi all'annullamento del concorso. Strauss junior sfruttò comunque la sua opera inserendola nell'operetta Lo zingaro barone.
Il governo ungherese ebbe un ripensamento, si rese conto dell'errore e decise, come del resto giusto storicamente, anche in ricordo del passato patriottico, di adottare ufficialmente Himnusz, che da allora venne eseguito nella parte ungherese dell'Impero. Soltanto in certe occasioni solenni poteva capitare che venissero eseguiti, sia in Austria che in Ungheria, i due inni assieme.
L'inno di Erkel, per il suo carattere religioso, costituisce il primo caso al mondo di inno di questo tipo, un genere assai poco diffuso fra le nazioni del mondo. Costituisce un fatto curioso che questo Inno non è mai stato toccato da alcuno: né dai rivoluzionari bolscevichi di Béla Kun, né dal regime autoritario di Horthy, né dai nazionalisti delle Croci Frecciate, e nemmeno dalla dittatura comunista.

## Altre composizioni
In Ungheria vi sono pure altre composizioni patriottiche, che comunque non hanno mai scalfito la salda popolarità dell'Inno.
La poesia e canzone intitolata Szózat, che inizia con le parole Hazádnak rendületlenül légy híve óh magyar (Alla tua Patria sii sempre fedele, o ungherese) nella Costituzione ungherese gode di un riconoscimento legale e sociale simile a quello di Himnusz. Il canto è opera del poeta Mihály Vörösmarty e la musica di Béni Egressy. Il celebre pianista e compositore Franz Liszt ha composto il poema sinfonico Szózat und Hymnus, dove entrambi i canti sono riuniti, e che è d'uso essere eseguito come Ouverture al dramma "Aldozat" ("Sacrificio") composto dallo stesso poeta.
Un riconoscimento è dato anche a Rákóczi-induló (Marcia di Rákóczi), un brano senza parole originato durante la insurrezione sotto Ferenc Rákóczi contro l'Austria degli anni 1703-11, che è meglio conosciuto nell'orchestrazione di Hector Berlioz contenuta nel suo lavoro La Damnation de Faust, spesso suonata nelle occasioni militari. Altro importante canto patriottico ungherese è Nemzeti dal (Canto Nazionale), composto da Sándor Petőfi e che ispirò la Rivoluzione Ungherese del 1848. Quest'ultimo brano è tradizionalmente intonato il 15 marzo di ogni anno, al fine di commemorare i suddetti moti rivoluzionari.

## Curiosità
Da segnalare che allo scoccare della mezzanotte del giorno di San Silvestro, la televisione ungherese manda in onda l'inno nazionale e nelle case la gente si alza in piedi ed intona l'inno stesso.
Di particolare curiosità è l'intonazione dell'inno ungherese al termine della celebrazione liturgica della Santa Pasqua 2006 nelle Chiese cattoliche d'Ungheria (fonte: Elöszallas 16/04/2006)

## Testo
La prima strofa è ufficialmente cantata durante le cerimonie.
| Testo ungherese originale (Ferenc Kölcsey, 1823) | Traduzione poetica (Paolo Agostini, 2001) |
| Isten, áldd meg a magyart Jó kedvvel, bőséggel, Nyújts feléje védő kart, Ha küzd ellenséggel; Bal sors akit régen tép, Hozz rá víg esztendőt, Megbűnhődte már e nép A múltat s jövendőt! Őseinket felhozád Kárpát szent bércére, Általad nyert szép hazát Bendegúznak vére. S merre zúgnak habjai Tiszának, Dunának, Árpád hős magzatjai Felvirágozának. Értünk Kunság mezein Ért kalászt lengettél, Tokaj szőlővesszein Nektárt csepegtettél. Zászlónk gyakran plántálád Vad török sáncára, S nyögte Mátyás bús hadát Bécsnek büszke vára. Hajh, de bűneink miatt Gyúlt harag kebledben, S elsújtád villámidat Dörgő fellegedben, Most rabló mongol nyilát Zúgattad felettünk, Majd töröktől rabigát Vállainkra vettünk. Hányszor zengett ajkain Ozmán vad népének Vert hadunk csonthalmain Győzedelmi ének! Hányszor támadt tenfiad Szép hazám, kebledre, S lettél magzatod miatt Magzatod hamvvedre! Bújt az üldözött, s felé Kard nyúlt barlangjában, Szerte nézett s nem lelé Honját a hazában, Bércre hág és völgybe száll, Bú s kétség mellette, Vérözön lábainál, S lángtenger fölette. Vár állott, most kőhalom, Kedv s öröm röpkedtek, Halálhörgés, siralom Zajlik már helyettek. S ah, szabadság nem virúl A holtnak véréből, Kínzó rabság könnye hull Árvánk hő szeméből! Szánd meg Isten a magyart Kit vészek hányának, Nyújts feléje védő kart Tengerén kínjának. Bal sors akit régen tép, Hozz rá víg esztendőt, Megbűnhődte már e nép A múltat s jövendőt! | Benedici Iddio il Magiar, Con dovizie e buon umor, Su di lui stendi Tua man, se combatte l'invasor. Sorte avversa chi subì Goda alfin anni miglior Già il Magiar espiò Della storia amaro duol. Conducesti al sacro suol De'Carpazi il nostro stuol, Grazie a Te patria trovò La nazion di Bendegúz. Dove l'onde scorrono Di Danubio e Tibisco, Prosperano i prodi figli Del condottiero Árpád. Di Cumania sui terren Mèssi ricche fai fiorir, Dolce nettare Tu dai alle viti di Tokaj. Nostro labaro espugnò le trincee degl'Ottoman Anche Vienna subì onta Da sire Mattia. Per peccati nostri pur, D'ira il cuore Tuo bruciò; E Tua folgore scoccò Dalle Tue tonanti nubi. Prìa il Mongolo invasor Coi suoi dardi ci saettò Poi dei vili Turchi il giogo Le spalle ci gravò. Quante volte risuonò Il peana d'Ottoman Sopra pile d'ossa Di nostre vinte schiere! Quante volte i figli tuoi Contro a te si rivoltar', E tu, patria, urna fosti Per le ceneri lor. Il braccato si celò Ma la spada lo stanò Pur cercando non trovò un rifugio in patria sua. Monti e valli attraversò Sempre in preda al timor, Ai suoi piedi solo sangue Mentre il cielo brucia. Dove un dì v'era un manier, Ruderi sono oggidì, là dov'era gaietà Or vi son lamenti sol'. Mai sbocciò la libertà Dal sangue de' morti, ahimè. Lacrime di schiavitù Versaro gli orfani ognor. Di noi Iddio abbi pietà Ai perigli in preda ognor, Sopra noi stendi Tua man Su di un mare di dolor, Sorte avversa chi subì Goda alfin anni miglior Già il Magiar espiò Della storia amaro duol. |